# 亞瑟·雷德福
亞瑟·威廉·雷德福（英語：Arthur William Radford，1896年2月27日—1973年8月17日），生於美國伊利諾州芝加哥市，美國海軍將領，在美國海軍服務超過40年，由海軍航空兵科開始服役，最終官拜海軍上將。曾任美國海軍作戰部副部長、美國太平洋艦隊指揮官、美國參謀長聯席會議主席。
於1957年退役之後，雷德福仍然繼續擔任美國政府的軍事顧問。

## 生平
雷德福在第一次世界大戰期間，進入海軍，在南卡羅萊納號戰艦上服役。

## 外部連結
- Arthur W. Radford, Dictionary of Naval Fighting Ships, Naval Historical Center, Department of the Navy.
- Admiral Arthur W. Radford Biography, Arlington Cemetery.com（页面存档备份，存于）